# 01:59PM
The First Album 1:59PM là album phòng thu đầy đủ đầu tiên của 2PM. Album ra mắt ngày 10 tháng 11 năm 2010. Đây là album cuối cùng có giọng hát Jaebeom. Để quảng bá cho album, 2PM đã biểu diễn ca khúc "Heartbeat" trên các sân khấu âm nhạc. Với mỗi đoạn kết của ca khúc, từng thành viên sẽ nhào lộn và chết. Ngoài ra ca khúc còn có điệu nhảy "zombie" nổi tiếng.
2PM kết thúc quảng bá album vào ngày 17 tháng 1 năm 2010 với ca khúc "Tired Of Waiting". Album đã thành công kể cả về mặt âm nhạc lẫn thương mại.

## Danh sách bài hát
| STT              | Nhan đề                                                           | Sáng tác                  | Arrangments                                        | Thời lượng |
| ---------------- | ----------------------------------------------------------------- | ------------------------- | -------------------------------------------------- | ---------- |
| 1.               | "My Heart"                                                        |                           | Jo Joong-su "FAME-J"                               | 1:03       |
| 2.               | "Heartbeat"                                                       | J.Y. Park "The Asiansoul" | J.Y. Park "The Asiansoul", Woo S. Thee "RAINSTONE" | 3:15       |
| 3.               | "Tired of Waiting" (기다리다 지친다)                              |                           | Kim Chang-dae "Chang dda-ee"                       | 3:27       |
| 4.               | "I Was Crazy About You" (너에게 미쳤었다)                         |                           | Jo Joong-su "FAME-J"                               | 3:37       |
| 5.               | "Gimme the Light"                                                 |                           | Jo Joong-su "FAME-J"                               | 4:37       |
| 6.               | "Back 2U"                                                         |                           | Tommy Park                                         | 3:29       |
| 7.               | "All Night Long"                                                  |                           | Heung Ji-sang                                      | 3:53       |
| 8.               | "Heartbeat" (Red Light Mix)                                       |                           | Tommy Park                                         | 3:14       |
| 9.               | "10 Out of 10 Points" (10점 만점에 10점 10 Jeom Manjeome 10 Jeom) |                           | J.Y. Park "The Asiansoul", Woo S. Rhee "RAINSTONE" | 3:25       |
| 10.              | "Only You" (Acoustic Mix)                                         |                           | Tommy Park                                         | 4:40       |
| 11.              | "Again & Again"                                                   |                           | J.Y. Park "The Asiansoul", Heung Ji-sang           | 4:08       |
| 12.              | "I Hate You" (니가 밉다 Niga Mipda, Lounge Mix)                   |                           | Kim Chang-dae "Chang dda-ee"                       | 3:24       |
| 13.              | "You Might Come Back" (돌아올지도 몰라, Bossa Nova Mix)           |                           | Jo Joong-su "FAME-J"                               | 4:09       |
| Tổng thời lượng: | Tổng thời lượng:                                                  | Tổng thời lượng:          | Tổng thời lượng:                                   | 46:21      |

## Bảng xếp hạng
| 2010                                | Thứ hạng |
| ----------------------------------- | -------- |
| Hàn Quốc Gaon Weekly album chart    | 1        |
| South Korea Gaon Yearly album chart | 31       |
| Nhật Bản Oricon Weekly albums chart | 16       |